# 1999 (песня Charli XCX и Троя Сивана)
«1999» — песня британской певицы Charli XCX и австралийского исполнителя Троя Сивана, выпущена 5 октября 2018 в качестве сингла на лейбле Asylum. Композиции удалось достичь #13 позиции в чарте UK Singles Chart, он стал десятым топ-40 для Чарли и третьим для Сивана.

## Композиция
Саша Геффен из Pitchfork в своём обзоре на «1999» утверждала, что песня содержит в себе ностальгические, лирические ноты, возвращающие слушателей в последнее десятилетие XX века.

## Обложка
Обложка сингла является прямой отсылкой к фильму «Матрица», Трой Сиван перевоплотился в Нео, а Чарли, предположительно, — в Тринити.

## Музыкальное видео
Видеоклип был опубликован 11 октября 2018 года, в нём исполнители предстали в различных культовых образах поп-культуры 90-х годов. В клипе воссозданы образы Стива Джобса (и iMac G3), Бритни Спирс, Джастина Тимберлейка, New Radicals, Эминема, Роуз Макгоуэн, Мэрилина Мэнсона, фильмы «Титаник», «Матрица», «Красота по-американски» и «Ведьма из Блэр: Курсовая с того света», видеоигра The Sims, а также видеоклипы «Say You’ll Be There» Spice Girls, «Waterfalls» TLC, «Thinking of You (I Drive Myself Crazy)» NSYNC и «I Want It That Way» Backstreet Boys.

## Список композиций
Digital download
1. «1999» — 3:09

Digital download — Alphalove remix
1. «1999» (Alphalove remix) — 3:55

Digital download — Easyfun remix
1. «1999» (Easyfun remix) — 3:12

Digital download — Michael Calfan remix
1. «1999» (Michael Calfan remix) — 3:03

## Чарты
| Чарт (2018–19)                              | Лучшая позиция |
| ------------------------------------------- | -------------- |
| Australia (ARIA)                            | 18             |
| Бельгия/Фландрия (Ultratip Bubbling Under)  | 32             |
| Бельгия/Валлония (Ultratip Bubbling Under)  | 44             |
| Finland Digital Songs (Billboard)           | 9              |
| Greece International Digital Singles (IFPI) | 83             |
| Венгрия (Dance Top 40)                      | 30             |
| Венгрия (Single Top 40)                     | 40             |
| Ireland (IRMA)                              | 28             |
| Israel (Media Forest TV Airplay)            | 5              |
| New Zealand Hot Singles (RMNZ)              | 10             |
| Netherlands (Tipparade)                     | 14             |
| Шотландия (OCC Scotland)                    | 24             |
| South Korea International Downloads (Gaon)  | 96             |
| Sweden Heatseeker (Sverigetopplistan)       | 15             |
| Великобритания (OCC UK Singles)             | 13             |
| США (Billboard Dance Club Songs)            | 48             |
| США (Billboard Pop Airplay)                 | 37             |

## Сертификации
| Регион                                                                      | Сертификация  | Продажи |
| --------------------------------------------------------------------------- | ------------- | ------- |
| Австралия (ARIA)                                                            | 2× Платиновый | 140 000 |
| Дания (IFPI Danmark)                                                        | Золотой       | 45 000  |
| Великобритания (BPI)                                                        | Платиновый    | 600 000 |
| Данные о продажах + прослушиваниях приведены только на основе сертификации. |               |         |

## История релизов
| Регион | Дата             | Формат                     | Версия               | Лейбл    | Прим.  |
| ------ | ---------------- | -------------------------- | -------------------- | -------- | ------ |
| США    | 5 October 2018   | Digital download streaming | Original             | Asylum   | [ 8 ]  |
| США    | 4 December 2018  | Contemporary hit radio     | Original             | Atlantic | [ 32 ] |
| США    | 9 November 2018  | Digital download streaming | Alphalove remix      | Asylum   | [ 9 ]  |
| США    | 16 November 2018 | Digital download streaming | Easyfun remix        | Asylum   | [ 10 ] |
| США    | 23 November 2018 | Digital download streaming | Michael Calfan remix | Asylum   | [ 11 ] |